# 昭披耶·披猜拉差
昭披耶·披猜拉差（？—1775年），又稱昭披耶·宋加洛（เจ้าพระยาสวรรคโลก），泰國吞武里王國時期將領。
披猜拉差是一名華人，另有學者指出他有孟族血統。他是早期追隨鄭昭的將領之一，爵位是披耶·披猜拉差。1767年，他追隨鄭昭，參與襲擊朴訕東（Phosamton，在阿瑜陀耶附近）的緬甸軍隊主力，迅速將其擊敗。1769年，接替昭披耶·扎克里 (穆)擔任主將，攻打佔據那空是貪瑪叻的帕·巴叻。1770年，參與進攻昭帕·方的戰鬥。征服昭帕·方後，他被授予「昭披耶」的爵位，成為宋加洛的總督。同年，緬甸軍隊入侵宋加洛。他率軍與緬甸人在城外激戰。在勝負未決之時，彭世洛、披猜、素可泰等地的援軍趕到，將緬甸人擊退。
後因得罪鄭昭被處決。